# Форт-Енн (Нью-Йорк)
Форт-Енн (англ. Fort Ann) — місто (англ. town) в США, в окрузі Вашингтон штату Нью-Йорк. Населення — 5812 особи (2020).

## Демографія
Згідно з переписом 2010 року, у місті мешкало 6190 осіб у 1450 домогосподарствах у складі 1057 родин. Було 2077 помешкань
Расовий склад населення:
| - 71,2 % — білих - 24,3 % — чорних або афроамериканців - 0,4 % — корінних американців - 0,4 % — азіатів - 3,1 % — осіб інших рас |

До двох чи більше рас належало 0,6 %. Частка іспаномовних становила 8,4 % від усіх жителів.
За віковим діапазоном населення розподілялося таким чином: 12,9 % — особи молодші 18 років, 77,6 % — особи у віці 18—64 років, 9,5 % — особи у віці 65 років та старші. Медіана віку мешканця становила 37,9 року. На 100 осіб жіночої статі у місті припадало 237,1 чоловіків;  на 100 жінок у віці від 18 років та старших — 268,1 чоловіків також старших 18 років.
Середній дохід на одне домашнє господарство  становив 72 087 доларів США (медіана — 63 125), а середній дохід на одну сім'ю — 81 057 доларів (медіана — 71 281). Медіана доходів становила 49 969 доларів для чоловіків та 41 068 доларів для жінок. За межею бідності перебувало 6,2 % осіб, у тому числі 1,5 % дітей у віці до 18 років та 6,6 % осіб у віці 65 років та старших.
Цивільне працевлаштоване населення становило 1851 особа. Основні галузі зайнятості: освіта, охорона здоров'я та соціальна допомога — 17,6 %, роздрібна торгівля — 14,6 %, виробництво — 13,7 %.